# Третий не лишний
«Третий не лишний» — российская кинокомедия 1994 года.

## Сюжет
Герой фильма Борис (Борис Щербаков) должен отбить возлюбленную своего двоюродного брата Михаила (Михаил Кокшенов), жуткую стерву, и тем самым спасти его от неминуемой женитьбы. А помочь ему в этом деле приглашает «опытную соблазнительницу»…
Что из этого вышло  — и составляет сюжет этой комической мелодрамы.

## В ролях
- Екатерина Зинченко — Катя
- Борис Щербаков — Борис
- Ольга Толстецкая — Ольга
- Михаил Кокшенов — Михаил
- Михаил Державин — челнок
- Любовь Полищук — Люба, официантка
- Людмила Иванова — Клавдия, мама Михаила
- Роксана Бабаян — гадалка
- Татьяна Алексеева — Наташа, подруга Бориса
- Владимир Ляховицкий — Иван Мартынович, капитан теплохода
- Александр Тиханович — аниматор